# Automaton
《Automaton》은 2017년 3월 31일, 버진 EMI를 통해 발매된 영국의 펑크 밴드 자미로콰이의 여덟 번째 스튜디오 음반이다. 이 음반은 《Rock Dust Light Star》 (2010년)에 이어 7년 만에 발매된 이 밴드의 첫 번째 음반이다. 이 음반은 이탈리아에서 1위를 차지했으며 스위스에서 2위, 프랑스에서 3위, 영국에서 4위로 정점을 찍었다.

## 배경
제이 케이는 《Automaton》의 영감에 대해 "오늘날 우리의 세계에서 인공 지능과 기술이 부상하고 있으며, 인간으로서의 우리가 인간으로서의 서로와의 관계를 포함하여 삶과 환경에서 더 즐겁고 단순하며 웅변적인 것들을 잊기 시작하고 있다는 것을 인식하기 위해"라고 설명했다.

## 반응
| 전문가 평가          | 전문가 평가 |
| 총 점수              | 총 점수     |
| 출처                 | 점수        |
| -------------------- | ----------- |
| 메타크리틱           | 71/100      |
| 평가 점수            |             |
| 출처                 | 점수        |
| AllMusic             | [ 4 ]       |
| Consequence of Sound | B+          |
| Exclaim!             | [ 6 ]       |
| The Independent      | [ 7 ]       |
| The Guardian         | [ 8 ]       |
| The Observer         | [ 9 ]       |
| Paste                | 8.6/10      |
| Pitchfork            | 7.0/10      |
| Slant Magazine       | [ 12 ]      |
| The Yorkshire Times  | [ 13 ]      |

발매되자마자, 그 음반은 전반적으로 긍정적인 평가를 받았다. 음악 평론가들의 리뷰에 100점 만점의 정규화된 평점을 부여하는 메타크리틱에서, 그 음반은 16개의 리뷰에 기초하여 "일반적으로 호의적인 리뷰"를 나타내는 71점의 평균 점수를 받았다.
올뮤직에 대한 그의 리뷰에서 맷 칼라는 "케이와 자미로콰이만큼 장르에 대한 진정한 사랑과 관심을 가지고 클래식 디스코 펑크를 연주하는 밴드는 거의 없습니다. 궁극적으로, 《Automaton》의 많은 부분을 이끄는 것은 사랑의 감각과 좋은 분위기입니다."라고 결론지었다.
싱글로 발매되지는 않았지만, 〈Shake it On〉은 오피셜 프랑스 싱글 차트에 진입하여 154위로 정점을 찍었다.

## 곡 목록
모든 곡들은 특별한 언급이 없는 한 제이 케이와 맷 존슨에 의해 작사/작곡하였다.
| #   | 제목                         | 작사·작곡 | 재생 시간 |
| --- | ---------------------------- | --------- | --------- |
| 1.  | 〈Shake It On〉              |           | 5:14      |
| 2.  | 〈Automaton〉                |           | 4:47      |
| 3.  | 〈Cloud 9〉                  |           | 3:56      |
| 4.  | 〈Superfresh〉               |           | 3:48      |
| 5.  | 〈Hot Property〉             |           | 4:31      |
| 6.  | 〈Something About You〉      |           | 3:58      |
| 7.  | 〈Summer Girl〉              |           | 5:31      |
| 8.  | 〈Nights Out in the Jungle〉 | 케이      | 5:09      |
| 9.  | 〈Dr Buzz〉                  |           | 6:01      |
| 10. | 〈We Can Do It〉             |           | 4:06      |
| 11. | 〈Vitamin〉                  |           | 4:26      |
| 12. | 〈Carla〉                    |           | 5:33      |

## 인증
| 국가                               | 인증 | 판매량/출하량 |
| ---------------------------------- | ---- | ------------- |
| 영국 (BPI)                         | 실버 | 60,000        |
| 판매량+스트리밍을 기반으로 한 인증 |      |               |